# Weinbau in Maryland
Weinbau in Maryland bezeichnet den Weinbau im amerikanischen Bundesstaat Maryland. Gemäß US-amerikanischem Gesetz ist jeder Bundesstaat und jedes County per definitionem eine geschützte Herkunftsbezeichnung und braucht nicht durch das Bureau of Alcohol, Tobacco, Firearms and Explosives als solche anerkannt zu werden.
Erste Weinanpflanzungen hat es bereits im 16. Jahrhundert auf Anweisung von Cecilius Calvert, 2. Baron Baltimore, Sohn von George Calvert, 1. Baron Baltimore gegeben. Trotz der langen Tradition konnte sich der Weinbau während fast 400 Jahren kaum entwickeln. Erst 1945 gründete Philip Wagner mit den Broody Vineyards das erste Weingut des Bundesstaates.
Ein Großteil der aktuell betriebenen Weingüter befinden sich im Nordwesten von Baltimore, nahe der Chesapeake Bay und des Piedmont Plateau. Bislang wurden drei Subregionen in Form einer American Viticultural Area definiert.